# Saxtorps Grand Prix

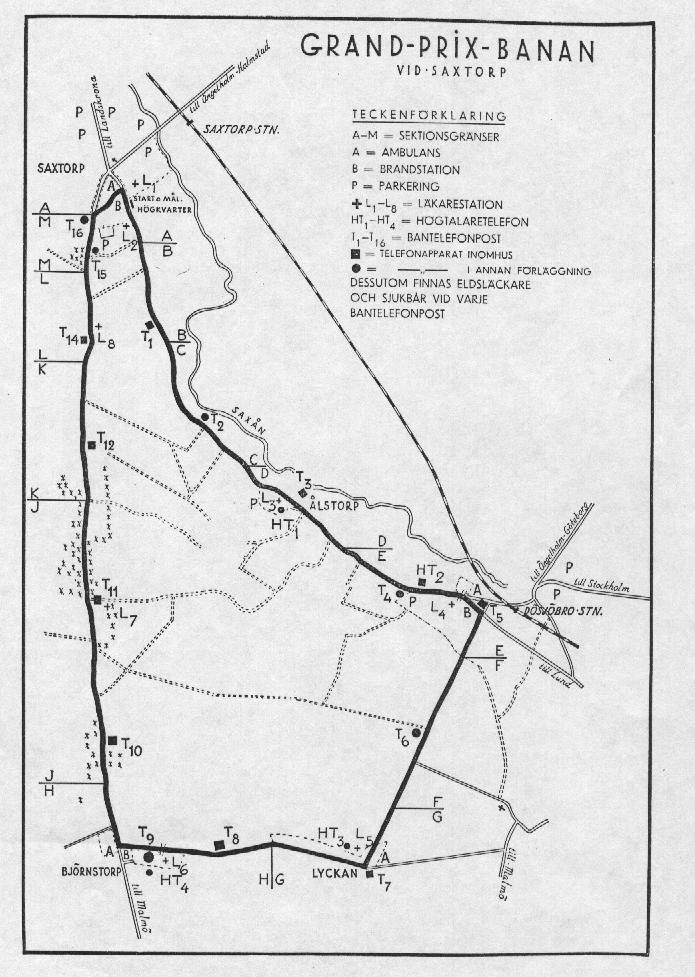
Bankarta

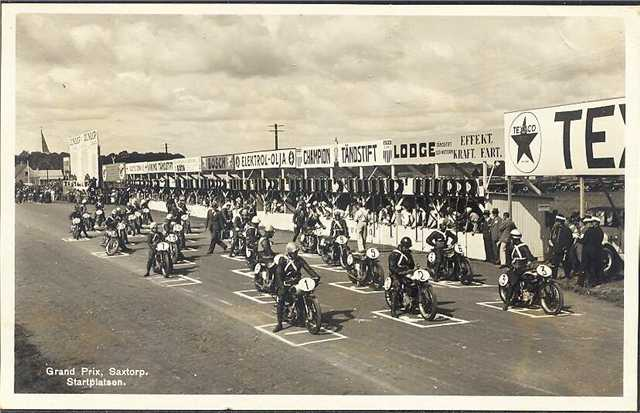
Vykort från tävlingen

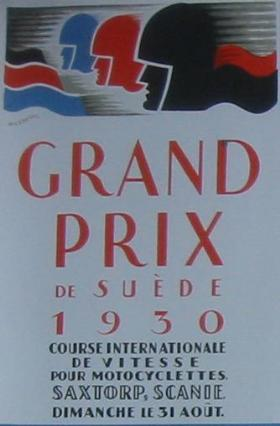
Annons för tävlingen

Saxtorps Grand Prix var en internationell motorcykeltävling som kördes på avlyst landsväg sydost om Landskrona längs sträckan Saxtorps kyrka - Dösjebro station - Björnstorp - Saxtorp. Totalt tio tävlingar hölls mellan 31 augusti 1930 och 6 augusti 1939. 
Albin Frantz arrangerade Saxtorps Grand Prix 1931, som blev en av tidernas största folkfest mellan 1931 och 1939 med kungen som beskyddare.
Tävlingarna blev även Husqvarnas genombrott.
Arrangemanget anordnades av SMK Malmö som en tid letat efter en lämplig bansträckning med bra kommunikationer utanför stadskärnan. Tält för förfriskningar och fullgott högtalarsystem hjälpte till att locka publik liksom ett strålande solsken. Det sistnämnda verkar dock inte ha spelat någon större roll sedan tävlingen gjort sig känd då 1939 års upplaga avgjordes i regn. Publikantalet låg årligen runt 100 000 besökare och 1939 slogs publikrekord med uppskattat 150 000 åskådare. 
Dåtidens toppstall såsom Norton, DKW, Husqvarna, Moto Guzzi, Excelsior, BMW med flera deltog med förare från 13 olika nationer. Förutom TT-motorcyklarna var den stora händelsen 1939 att man kunde presentera världens då bäste racerförare, Rudolf Caracciola i en Mercedes W163' (en vidareutvecklad variant på 1938 års Mercedes-Benz W165). Det enda märke som kunde hota Mercedes dessa år var Auto Union, vilket man också lyckats få på plats att visa upp sig till årets GP-tävling. DKW:s stora namn och försteförare Ewald Kluge var föraren i den konkurrerande Auto Union Typ D.
När de båda bilarna skulle uppvisningsköras blev det regn, men detta hindrade inte bilarna från att fara fram i 250 km/h på sträckan Björnstorp-Saxtorp. Naturligtvis var intresset mycket stort bland allmänheten för Caracciola, speciellt sedan man fått veta att han var gift med en kvinna från Vittsjö som hette Alice Trobeck. Med andra världskrigets utbrott upphörde GP-tävlingarna och skulle inte komma att återupptas, däremot blev Saxtorp 1946 värd för Sveriges första motocrosstävling på sandfältet bredvid TT-banans startområde. TT-lopp hölls senare i Hedemora, där de också lockade storpublik.